# Oberwälder Land
Das Oberwälder Land ist eine Naturräumliche Einheit im äußersten Osten Nordrhein-Westfalens, zu geringen Teilen auch in Hessen und Niedersachsen. Es umfasst das von der Nethe und ihren Nebenflüssen stark zertalte Muschelkalk-Bergland zwischen Eggegebirge im Westen, Lipper Bergland im Norden, Holzmindener Wesertal im Osten, Westhessischer Senke im Südosten und Warburger Börde im Süden. Der Naturraum ist Teil des oberen Weserberglandes und damit der deutschen Mittelgebirgsschwelle. Die Landschaft wird, nach ihrer zentralen Stadt Brakel, auch als Brakeler Muschelkalkschwelle oder Brakeler Kalkgebiet bezeichnet.

## Geographie

### Lage
Das Oberwälder Land liegt westlich der Oberweser und östlich des Eggegebirges – rund um die im Westen des Naturraums an der Einmündung der Brucht in die Nethe befindliche Stadt Brakel. Seine südöstlichen Ausläufer – unter anderem mit dem direkt nordwestlich von Hofgeismar gelegenen Hofgeismarer Stadtwald – liegen nordwestlich vom an der Warme befindlichen Obermeiser. Von dort in Richtung Norden bilden die Täler der Esse und Diemel vorbei an Trendelburg und das Tal der Weser vorbei an Beverungen, Höxter und Holzminden bis hinab nach an diesem Strom gelegenen Polle die Ostbegrenzung des Naturraums. Von dort verläuft die Nordgrenze vorbei an Bödexen und Vörden an der Brucht zum östlich des Eggegebirges gelegenen Nieheim an der Röthe. Hier schließt sich die östlich von Bad Driburg gelegene Westgrenze mit den Ortschaften Pömbsen mit dem Röthequellgebiet, Herste an der Aa, Dringenberg an der Öse, Willebadessen an der Nethe, Bonenburg an der Naure und am Quellgebiet des Eggel-Zuflusses Eder und Engar an Eder an. Die südliche Begrenzung führt von dort vorbei an Niesen an der Nethe, Borgholz am Bever-Quellfluss Jordan, Manrode und Liebenau an der Diemel bis nach Oberlistingen und schließlich zum Ausgangsort Obermeiser.

### Naturräumliche Gliederung
Der Naturraum Oberwälder Land wurde erstmals 1957 in der 4./5. Lieferung des Handbuchs der naturräumlichen Gliederung Deutschlands durch Sofie Meisel beschrieben. Meisel zählte neben dem Muschelkalkgebiet um Brakel auch die sich südlich anschließende Borgentreicher Keupermulde um Borgentreich zur Landschaft. Als dieselbe Autorin 1959 das erste Einzelblatt zur Feingliederung 1:200.000, Blatt 98 Detmold, herausgab, fand sich so diese Mulde als Teillandschaft 361.1 wieder, während die Muschelkalklandschaften zur Einheit 361.0 zusammengefasst wurden. Nicht zum Oberwälder Land, sondern zur sich südlich anschließenden Warburger Börde gehörte bei Meisel das beiderseits der Diemel bei Liebenau gelegene Liebenauer Bergland.
Als die endgültige Kartierung zum Handbuch im Jahre 1960 herauskam, wurde demgegenüber das Liebenauer Bergland mit der Berverplatte beiderseits der Bever zum Oberwälder Land gerechnet und die Borgentreicher Mulde (Naturraum Große Börde) zur Warburger Börde, wie es auch den üblichen Beschriftungen der Warburger Börde auf Karten, etwa der Geologischen Karte 1:300.000 Hessen, entspricht. Und dem folgten auch die nachfolgenden Blätter 99 Göttingen und 111 Arolsen (beide 1963) sowie 112 Kassel (1969). Entsprechend weicht die Nummerierung auf Blatt Detmold ab und muss als obsolet betrachtet werden.
Folgende Untereinheiten werden nach heutigem Stand unterschieden:
- (zu 36 Oberes Weserbergland)
  - 361 Oberwälder Land
    - 361.0 Brakeler Kalkgebiet (nunmehr synonym zum Oberwälder Land)
      - 361.00 Nieheim-Brakeler Bergland (beiderseits der Nethe bei Brakel, nach Norden bis Nieheim reichend)
      - 361.01 Fürstenauer Berge (von Fürstenau im Norden bis zur Nethe bei Ottbergen reichend)
      - 361.02 Bever-Diemel-Kalkbergland[8]
        - Beverplatten (361.02 auf Blatt Detmold) im Norden
        - Liebenauer Bergland (360.3 auf Blatt Detmold) im Süden

### Berge
Zu den Bergen des Oberwälder Landes gehören – sortiert nach Höhe in Meter (m) über Normalhöhennull (NHN) und mit Naturraum-Nummern in „()“:
- Heuberg (392,0 m),[9] zwischen Hofgeismar und Lamerden (361.02)
- Deiselberg (389,5 m),[9] zwischen Deisel und Manrode (361.02)
- Krekeler Berg (367,6 m),[9] zwischen Höxter und Bosseborn (361.01)
- Höltkenkamm (365,1 m),[10] in Haarbrück (361.02)
- Dicker Berg (355,6 m),[10] zwischen Bökendorf, Bosseborn und Ovenhausen (361.01)
- Scheelenberg (345,7 m),[9] bei Bosseborn (361.01)
- Westberg (ca. 340 m),[9] zwischen Hofgeismar und Lamerden im Hofgeismarer Stadtwald (361.02)
- Holsterberg (332,6 m),[10] bei Nieheim und Holzhausen – mit Holsterturm (361.00)
- Wüllenberg (317,6 m),[9] bei Bökendorf (361.01)
- Kapenberg (315,1 m),[10] zwischen Bremerberg und Ovenhausen (361.01)
- Bramberg (306,3 m),[10] bei Lütmarsen und Ovenhausen (361.01)
- Wildberg (304,8 m),[10] zwischen Amelunxen, Blankenau und Wehrden (361.02)
- Rosenberg (299,7 m),[9] bei Niedermeiser (361.02)
- Räuschenberg (297,4 m),[9] bei Höxter –  mit Mäuseturm (Wartturm) (361.01)
- Wingelstein (290,2 m),[9] bei Bruchhausen (361.01)
- Eggeberg (ca. 289 m),[10] bei Drenke (361.02)
- Imberg (ca. 282 m),[10] bei Hembsen (361.01)
- Bielenberg (230,2 m),[10] zwischen Höxter und Lütmarsen (361.01)

## Naturräumliche Merkmale
Die niedrige Erosionsbasis des Wesertals im Osten bedingt ein recht starkes Gefälle der Wasserläufe des Oberwälder Landes, die sich daher tief in das weiche Kalkgestein eingraben konnten. Es finden sich zahlreiche kastenförmigen Täler, die im Westen auf die flache Nethemulde um Brakel, im Osten direkt auf die Weser ausgerichtet sind und etwa auf 150 m Höhe liegen. Die reich gegliederten Erhebungen erreichen bis zu 350 m Höhe und fallen teils in steilen Stufen ab. Entsprechend dem Untergrund finden sich vor allem basen- bzw. kalkhaltige Böden.

## Klima
Das Klima ist atlantisch, die einzelnen Mesoklimata unterscheiden sich jedoch je nach Höhenlage deutlich. Die durchschnittliche jährliche Niederschlagsmenge liegt bei 750 bis 900 mm. Die vorherrschende natürliche Waldgesellschaft ist der Rotbuchenwald in verschiedenen Abarten.

## Menschliche Nutzung
Der größte Teil der Landschaft ist durch Ackerbau geprägt, Grünland befindet sich vorwiegend in den feuchteren, breiten Talsohlen, während Holzwirtschaft vorwiegend in den höheren Lagen eine Rolle spielt.

## Geschichte und politische Aufteilung
Der Name rührt aus der Zeit des Hochstifts Paderborn, in dem ein Oberwaldischer Distrikt als Verwaltungseinheit bestand. „Oberwaldisch“ bedeutete, oberhalb oder jenseitig des Eggegebirges gelegen (von der Stadt Paderborn aus gesehen und im Gegensatz zum Unterwaldischen Distrikt). Das Oberwälder Land liegt überwiegend im nordrhein-westfälischen Kreis Höxter in der Region Hochstift Paderborn. Hier gehören das Stadtgebiet des zentral gelegenen Brakel vollständig sowie Nieheim, Beverungen, Höxter und Willebadessen mit bedeutendem Flächenanteil zu dem Naturraum. Letzteres gilt auch für das hessische Liebenau und in geringerem Maße für Polle in Niedersachsen.